# 広平県 (北京市)
広平県（こうへい-けん）は中華人民共和国北京市にかつて設置された県。現在の石景山区・門頭溝区一帯に相当する。
742年（天宝元年）、唐朝により設置された。744年（天宝3載）に一旦廃止されたが、至徳年間に再び設置された。五代十国時代に廃止された。